# أرنولد ألين
أرنولد ألين (بالإنجليزية: Arnold Allen؛ مواليد 22 يناير 1994) هو مقاتل فنون قتالية مختلطة إنجليزي. يُنافس حاليًا في فئة وزن الريشة في يو إف سي. اعتبارًا من 8 نوفمبر 2022، يحتل المرتبة الرابعة في تصنيفات وزن الريشة في يو إف سي.

## سجل فنون القتال المختلطة
| السجل المهني |        |         |
| 21 نزال      | 19 فوز | 2 خسارة |
| ضربة قاضية   | 7      | 0       |
| إخضاع        | 4      | 0       |
| قرار القضاة  | 8      | 2       |

## وصلات خارجية
- أرنولد ألين على موقع يو إف سي (الإنجليزية)
- أرنولد ألين على موقع شيردوغ (الإنجليزية)
- أرنولد ألين على موقع Tapology.com (الإنجليزية)
- أرنولد ألين على موقع IMDb (الإنجليزية)
- أرنولد ألين على موقع قاعدة بيانات الفيلم (الإنجليزية)